# Frantico
Frantico est un hétéronyme utilisé par Lewis Trondheim, qui a ainsi joué le rôle d'un illustrateur et auteur de bandes dessinées anonyme ayant lancé une bande dessinée en ligne le 1er janvier 2005, supposément né en 1972. Sa véritable identité, révélée seulement en 2020, est restée longtemps inconnue, même si plusieurs hypothèses avaient été avancées, notamment Lewis Trondheim et Fred Neidhardt.

## Le blog de Frantico
Le 1er janvier 2005, apparaît sur Internet le « blog de Frantico ». Chaque jour jusqu'au 31 mai de la même année, les lecteurs découvrent la vie d'un obsédé sexuel célibataire. Le 27 mai, un article de Libération annonce que Frantico, connu jusqu'alors de la seule blogosphère, venait de signer chez Albin Michel une adaptation de son blog devant sortir à l'automne. Dans le même temps, le Psikopat en publie des extraits.
Le 31 mai, la publication du blog s'interrompt. Sept autres pages paraissent encore de façon irrégulière jusqu'au 15 octobre. Le 15 décembre 2005, Frantico poste une dernière image (une photo de chausson aux pommes) et annonce l'arrêt définitif du blog.
Beaucoup de spéculations ont alors été faites à propos de l'identité réelle de Frantico.

## Incertitudes autour de son identité
À ses débuts, étant donné le professionnalisme de cet auteur, un bruit courait sur divers forums consacrés à la bande dessinée : Frantico devait déjà être célèbre et agir sous couvert d'anonymat. Pour incarner le Romain Gary/Émile Ajar de la bande dessinée, les noms de Lewis Trondheim (coscénarisé par Appollo ou par Manu Larcenet, pour certains) et de Joann Sfar étaient souvent cités, une certaine filiation stylistique ou thématique aidant.
Les dernières pages du blog de Frantico sont consacrées au récit d'un voyage en Corée à l'occasion d'un festival consacré aux blogs (la Corée est par ailleurs pionnière en matière de bande dessinée électronique, puisque ce marché y pesait déjà plusieurs dizaines de milliers de dollars en 2005). Ce voyage, censé avoir été effectué avec Boulet, Libon, Mélaka, Capucine et Reno, s'avèrera être un canular. Cependant, Lewis Trondheim est lui bien venu à Séoul pour le 3e salon du livre franco-coréen fin mars 2005. De plus, la description (sommaire) des décors rappelle le Sejong Art Center où le salon a eu lieu. Cela pourrait renforcer la thèse selon laquelle Frantico serait Lewis Trondheim. Sur le blog de Mélaka, deux photos de Frantico sont postées le 30 mai 2005, dont une qui le montre effectivement en train de dessiner  « son » personnage de Frantico. Ces photos dateraient du voyage en Corée en question, et Mélaka fait même une allusion à un événement du voyage (Coralie) relaté également sur le blog de Frantico.
Malgré la publication de photos et d'interviews de l'auteur, certains suggèrent que la complicité de ce petit groupe de « web-blogueurs » (solidaires dans le canular) ainsi que les changements de style de Frantico attesteraient que sous ce nom est compilé un travail collectif.
Un nouveau rebondissement a eu lieu lors du Festival d'Angoulême qui se tenait du 26 au 29 janvier 2006. À en croire le journal Le Monde de cette date, Frantico ne serait autre que Lewis Trondheim, par ailleurs lauréat du grand prix de la ville cette même année. Le Blog de Frantico était nommé pour le prix du premier album. Ses fans ont attendu vainement le plus célèbre des « BD-blogueurs » au stand des éditions Albin Michel, où il était annoncé.
Le quotidien 20 minutes publie le 30 janvier 2006 une interview de Lewis Trondheim dans laquelle ce dernier niait être Frantico, tout en avouant adhérer à son apologie de la masturbation (qui éviterait selon lui les « excitations machistes et les guerres »), avant de déclarer que, parmi ses albums, c'est Le Blog de Frantico qu'il conseillerait de lire à quelqu'un qui n'aurait jamais rien lu de lui.
Le 9 février 2006, une interview de quelqu'un présenté comme Frantico est publiée sur le blog de Nis. Cette fois, c'est le nom de Sébastien Lesage, un graphiste indépendant, qui est annoncé. À la question « N'avez-vous pas marre de Lewis Trondheim qui fait semblant d'être Frantico ? », ce dernier répond : « Il a eu la gentillesse de se prêter au jeu, et je crois qu'il s'amuse autant que moi. » Les informations disponibles sur le site Internet de Sébastien Lesage en font l'égérie masculine officielle de Frantico (celui des photos et des vidéos), à défaut de prouver son implication dans la création des planches du blog. 
Les planches sont en effet à l'époque toujours attribuées pour la plupart à Lewis Trondheim. Cette hypothèse s'est trouvée confortée par un article paru dans l'hebdomadaire Télérama du 8 février 2006 ; article dont le contenu a été démenti par Frantico à travers un commentaire posté le 4 février 2006, en prolongement de la dernière parution de son blog. Démenti répété par Lewis Trondheim dans une page de son nouveau site (d'ailleurs réalisé par Kek, tout comme le site du Blog de Frantico); l'auteur y fait figurer Le Blog de Frantico dans sa bibliographie tout en clamant « D'après la rumeur, j'aurais fait ce livre mais c'est pas vrai. »
Dans une interview au magazine consacré aux blogs Netizen (numéro 3 - avril-mai 2006), Lewis Trondheim dément à nouveau. À la question : « Une rumeur persistante, relancée par des journaux comme Le Monde et Télérama, voulait que vous soyez l'auteur (ou l'un des auteurs, pour d'autres) qui se cachait derrière le Blog de Frantico. Cela vous a semble-t-il plutôt amusé, parfois un peu agacé. Que pensez-vous de toute cette histoire aujourd'hui ? », il répond ceci : « Ça me fait rire. Sébastien m'a demandé si ça ne me gênait pas d'endosser ce rôle. Et j'ai finalement accepté. J'ai toujours aimé les histoires de mystification. Internet est parfait pour cela. C'est une des plus grandes sources d'information et de désinformation. »
Et pour brouiller le tout, Frantico participa en 2005 au fanzine Bob ainsi qu'à L'Abécédaire édité par L'Égouttoir, ce qui aurait été étonnant pour un professionnel.
Pourtant, Jean-Claude Loiseau de Télérama, à l'occasion d'une carte blanche accordée à Lewis Trondheim dans son numéro du 12 août 2006, résume brièvement ce qu'il nomme « l'affaire » avant de dater l'aveu de Lewis Trondheim au numéro du 8 février 2006.
Fin 2006, l'un des sketches de l'ouvrage collectif Vive la politique ! (édité chez Dargaud) est signé Frantico.
Une interview dans Libération le 25 janvier 2007 donne Trondheim comme auteur du « canular » Frantico, indiquant que Trondheim aurait monté cela pour se prouver être encore capable de créer après avoir atteint la quarantaine.
Le 20 juin 2007, un article du Monde commentant la fermeture du blog de Nico Shark, second blog de Frantico, affirme que Frantico est en fait Lewis Trondheim, et utilise indifféremment les deux noms pour parler de l'auteur du blog.
Lors des 24h de la bande dessinée de la Maison des artistes d'Angoulême 2008, parmi les dessinateurs se trouvaient Lewis Trondheim, il n'y avait pas de Frantico, mais dans les œuvres au contraire, une était signé Frantico, aucune de Lewis Trondheim,.
Le 17 avril 2008, alors qu'il est invité sur le plateau de Jean-Marc Morandini pour commenter une imposture réalisée lors d'un talk-show de Jean-Luc Delarue, l'auteur de bande dessinée et amateur de canular Fred Neidhardt affirme être le créateur du Blog de Frantico. Le goût pour la supercherie revendiqué par Neidhardt rend cependant cette déclaration pour le moins sujette à caution. Cette réponse est reprise par Lewis Trondheim, qui affirme que Frantico est bien Neidhart lors de l'émission Minuit Dix du 2 mai 2008 (France Culture). En juillet 2008 Fred Neidhardt publie une BD dans L'Écho des savanes puis dans son blog où il avoue avoir piraté le blog de Frantico et avoir publié à sa place, avec la complicité de Fabrice Tarrin, et cela ramène un doute. Cependant plusieurs blogueurs dont Boulet réaffirment que Fred est Frantico.
La description du blog pour les moteurs de recherche indique « Récit autobiographique du personnage de fiction conçu par Lewis Trondheim et promu par ce weblog. » Cependant, cela peut paraître comme étant dans la continuité du jeu joué par Frantico et Lewis Trondheim.
À l'occasion de l'exposition Lewis Trondheim fait des histoires, se tenant du 29 janvier 2020 au 10 mai 2020 à la Cité internationale de la bande dessinée et de l'image à Angoulème, Frantico est officiellement confirmé comme étant un nom d'emprunt de Lewis Trondheim.

## Travaux ultérieurs

### Nico Shark
Le 6 mai 2007, peu après les résultats des élections présidentielles, Frantico met en ligne un nouveau blog, Nico Shark.
Depuis le soir du 2e tour des élections législatives du 17 juin 2007, le blog de Nico Shark, ainsi que le site l'hébergeant, est bloqué et remplacé par le message d'erreur « error/gouv/rg/halt.htm ».
Le blog de Kek, hébergeur du blog de Nico Shark, fonctionne à nouveau le 18 juin en fin d'après-midi. Le lendemain, il y est évoqué des attaques sur son serveur, qui ont commencé avec l'ouverture du blog de Nico Shark. Il y est également expliqué que Frantico a reçu des menaces et préfère donc arrêter ce blog.
Le 19 juin à 20 h 30 apparaît un lien vers une interview de Frantico sur le site de Kek : celui-ci donne un sens artistique à l'arrêt du blog, coupant court aux rumeurs de censure. La fermeture brutale du site est présentée comme une « mise en abyme » des aventures de Nico Shark.

### Participation aux 24 heures de la bande dessinée 2008
Le 22 janvier 2008, Frantico a participé aux 24 heures de la bande dessinée, un happening en marge du Festival d'Angoulême et à l'initiative de Lewis Trondheim, qui y participait aussi.

### Mega-Krav-Maga
En décembre 2009, Frantico est de retour, accompagné de Mathieu Sapin, sur un blog nommé Mega Krav Maga (MKM). Dans ce blog, Mathieu l'interpelle par le prénom Sébastien. Le 6 janvier 2010 sont annoncés deux albums dérivés du blog, et signés par le « trio » Lewis Trondheim, Mathieu Sapin et Frantico.

## Œuvres
- Le Blog de Frantico, éditions Albin Michel, 2005.
- L'Abécédaire (collectif), éditions L'Égouttoir, 2005.
- Vive la politique (collectif), éditions Dargaud, 2006.
- Nico Shark, éditions Delcourt, 2007.
- Mega Krav Maga, éditions Delcourt, 2 tomes, 2010.